# Cours de la Révolution
Le cours de la Révolution est une voie publique d'Annaba, en Algérie. Long de près d'un kilomètre et suivant l'axe historique de la ville, il est une voie de circulation centrale. 
Le cours de la Révolution est aujourd'hui l'un des lieux les plus fréquentés et animés d'Annaba.

## Situation et accès
Le cours de la Révolution est desservi par la gare d'Annaba. 

## Origine du nom
La voie porte ce nom en l'honneur de la guerre d'indépendance algérienne.

## Historique
Le cours est édifié par le maire-député de Bône, Jérôme Bertagna et porte son nom. Ensuite le cours est renommé cours National. À l'indépendance de l'Algérie, le cours est renommé Cours de la Révolution. 

## Bâtiments remarquables et lieux de mémoire
Plusieurs monuments et lieux remarquables se situent sur le cours de la Révolution. On compte parmi ceux-ci :
- n⁰ 13 : l'hôtel d'Orient datant de 1888[3].
- n⁰ 27 : le théâtre régional d'Annaba